# Reial Club de Golf El Prat
El Reial Club de Golf El Prat és un club de golf català ubicat primer a la ciutat del Prat de Llobregat i des del 2003 a Terrassa.
El club nasqué el 2 de juliol de 1954 a uns terrenys situats entre l'aeroport de Barcelona i el mar, amb l'impuls d'uns quants socis del Real Club de Golf de Pedralbes, fundat els anys 20 i desaparegut el 1955. El camp de golf fou dissenyat per Javier Arana. El primer torneig disputat fou l'Open d'Espanya de l'any 1956. També s'hi ha disputat altres edicions de l'Open d'Espanya, així com nombrosos torneigs del Circuit Europeu Professional, i Campionats Nacionals i Internacionals.
Dels 18 forats inicials del camp, el 1968 s'afegiren 9 forats més (dissenyats per Javier Arana), i el 1988 9 forats més per un total de 36 forats (dissenyats per David Thomas), i la possibilitat de realitzar 4 recorreguts diferents. El 1997, a causa de l'ampliació de l'aeroport del Prat, els terrenys del club foren expropiats i el club hagué de cercar una nova ubicació, que trobà a uns terrenys situats a 26 km de Barcelona entre Terrassa i Sabadell, amb 250 hectàrees. L'1 de gener de 2002 començaren els treballs de construcció. El nou camp, situat als terrenys de Torrebonica i Can Bonvilar, fou dissenyat per Greg Norman. La inauguració oficial es realitzà el juny del 2004.
El 1964 el club guanyà el primer campionat d'Espanya de clubs. L'any 2002 era el club de golf amb més títols d'Espanya.